# Parábola do Servo Fiel

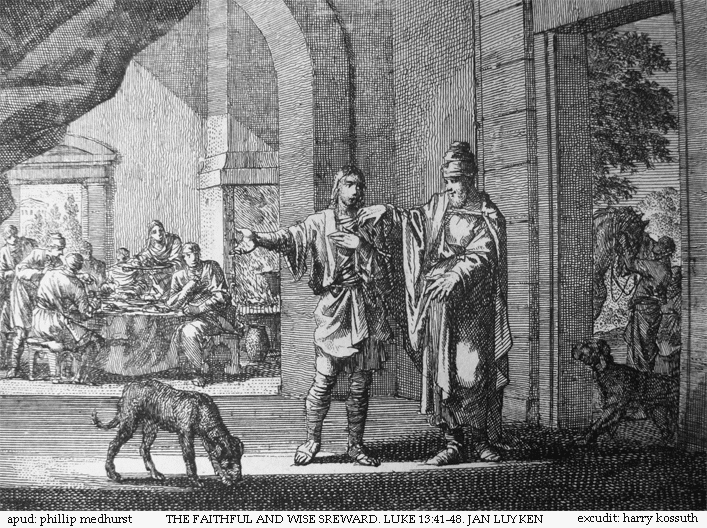
Parábola do Servo Fiel.
Gravura de Jan Luyken ilustrando a parábola, na Bíblia Bowyer (Bowyer Bible).

A Parábola do Servo Fiel ou Parábola do Porteiro é uma parábola contada por Jesus no Novo Testamento, em Mateus 24 (Mateus 24:42–51), Marcos 13 (Marcos 13:34–37) e Lucas 12 (Lucas 12:35–48).
No Evangelho de Mateus, este texto precede a Parábola das Dez Virgens, que tem um tema escatológico semelhante: estar preparado para o dia do julgamento.

## Narrativa bíblica
No Evangelho de Lucas, a parábola segue:
| “ | «Estejam cingidas as vossas cintas e acesas as vossas candeias; e sede vós semelhantes a homens que esperam pelo seu senhor, ao voltar ele das bodas; para que, quando vier e bater à porta, logo lha abram. Bem-aventurados aqueles servos a quem o senhor achar vigiando, quando vier; em verdade vos digo que ele se cingirá, os fará sentar à mesa e, chegando-se, os servirá. Quer ele venha na segunda vigília, quer na terceira, bem-aventurados serão eles, se assim os achar. Mas sabei que se o dono da casa tivesse sabido a que hora havia de vir o ladrão, não o haveria deixado arrombar a sua casa. Estai vós também apercebidos, porque à hora que não pensais, virá o Filho do homem. Pedro perguntou-lhe: Senhor, diriges esta parábola a nós ou também a todos? Respondeu o Senhor: Quem é, pois, o despenseiro fiel e prudente, ao qual o seu senhor confiará a direção da sua casa, para que em tempo devido distribua o alimento? Bem-aventurado aquele servo a quem o seu senhor, quando vier, achar assim fazendo. Em verdade vos digo que lhe confiará todos os seus bens. Mas se aquele servo disser no seu coração: Meu senhor tarda em vir e começar a espancar os criados e as criadas, a comer, a beber e a embriagar-se, virá o senhor daquele servo no dia em que não o espera e na hora que ele não sabe, e o cortará pelo meio e lhe dará parte com os infiéis. Aquele servo, que soube a vontade do seu senhor, e não se preparou, nem fez conforme a sua vontade, será castigado com muitos açoites; aquele, porém, que não a soube, e fez coisas que mereciam castigos, será punido com poucos açoites. De todo aquele a quem muito é dado, muito será requerido; e daquele a quem muito é confiado, mais ainda lhe será exigido.» (Lucas 12:35–48) | ” |

## Interpretação
A parábola é uma de uma seqüência de respostas para uma pergunta no Evangelho de Mateus:
| “ | «Enquanto estava sentado no monte das Oliveiras, os discípulos aproximaram-se-lhe em particular, dizendo: 'Dize-nos quando sucederão estas coisas e qual será o sinal da tua vinda e do fim do mundo?'» (Mateus 24:3) | ” |

Outras parábolas nesta seqüência incluem a Parábola das Dez Virgens (Mateus 25:1–13) e a Parábola da Figueira (Mateus 24:32–35). A parábola das Dez Virgens reforça o convite à prontidão perante o nosso desconhecimento da Segunda Vinda de Cristo. Ela já foi descrita como uma "parábola de vigília".
Em Mateus, a parábola começa com a liminar: «Portanto vigiai, porque não sabeis em que dia vem o vosso Senhor» (Mateus 24:42). Em outras palavras, o discípulo "deve ficar preparado para vinda de seu Senhor, mantendo-se alerta e acordado no seu posto". Mesmo que possam haver sinais da Segunda Vinda de Cristo, a hora exata é desconhecida. É um tema que também foi discutido anteriormente, em Lucas 12. A referência a um banquete de casamento em Lucas 12:36 sugere um banquete celestial e recorda a Parábola das Dez Virgens, que segue esta parábola em Mateus. 
A segunda parte da parábola inclui uma advertência de que, "a quem muito é dado, muito será exigido". J. Dwight Pentecost escreve que esta parábola "enfatiza esse privilégio traz responsabilidade e essa responsabilidade implica mais responsabilidade". Isto aplica-se especialmente aos líderes religiosos.
Como a Parábola da Ovelha Perdida, é uma parábola sobre homens que está imediatamente antes, e chega na mesma conclusão, que uma parábola sobre mulheres.

## Hinos
A parábola é o tema de diversos hinos, inclusive de Os Servos do Senhor ("Ye Servants of the Lord"), de Philip Doddridge, que termina:
Christ shall the banquet spread - "Cristo deve dar banquete;"
With His own royal hand, - "Com sua própria mão real,"
And raise that faithful servant’s head - "E erguer a cabeça do servo fiel"
Amid the angelic band. - "No meio da banda angelical."